# Посольство Судана в России
Посольство Республики Судан в Российской Федерации — дипломатическая миссия Судана в России, расположенная в Москве в районе Якиманка на Донской улице. Изначально размещалось на Поварской улице, в городской усадьбе Казакова — Дункер (дом 9), в 1950-х — начале 2000-х гг. Позже, до 2021 года располагалась в Тверском районе в Успенском переулке. 
- Адрес посольства: 143363, Москва, ул. Донская, дом 12, корпус 1-2.
- Индекс автомобильных дипломатических номеров посольства — 061.

## Дипломатические отношения
Дипломатические отношения между СССР и Суданом были установлены 5 января 1956 года. В 1960-е годы отношения носили стабильный характер, были подписаны долгосрочные соглашения, на основе которых успешно развивалось сотрудничество между странами. В начале 1970-х годов Судан в одностороннем порядке пошёл на свёртывание контактов с СССР. После военного переворота в апреле 1985 года советско-суданские отношения стали постепенно восстанавливаться.
29 декабря 1991 года Судан заявил об официальном признании Российской Федерации.
22 августа 2011 года Российская Федерация установила дипломатические отношения с Республикой Южный Судан, отделившейся от Судана.

## Послы Судана в России
- Ибрахим Аль-Кабаши (2000—2003)
- Шол Денг Алак (2006—2008)
- Сираджуддин Хамид Юсеф (2008—2010)
- Мохамед Хуссейн Хассн Заруг (2010—2015)
- Надир Юсиф Элтайеб Бабикер (2015—2021)
- Онур Ахмед Онур Махмуд (2021—2022, временный поверенный)
- Мохаммед Эльгазали Эльтижани Сиррадж (с 2022)